# Lisarea ferruginea
Lisarea ferruginea is een hooiwagen uit de familie Nomoclastidae.